# Karlskoga tingsrätt
Karlskoga tingsrätt var en tingsrätt i Örebro län med säte i Karlskoga. Domsagan omfattade vid upplösningen kommunerna Karlskoga och Degerfors. Tingsrätten och dess domsaga ingick i domkretsen för Svea hovrätt till 1 juli 1992 därefter i domkretsen för Göta hovrätt. Tingsrätten hade kansli i Karlskoga. År 2009 upplöstes tingsrätten varvid rätten och domsagan uppgick i Örebro tingsrätt och domsaga.

## Administrativ historik
Vid tingsrättsreformen 1971 bildades denna tingsrätt i Karlskoga från häradsrätten för Karlskoga tingslag. Domkretsen bildades av tingslaget. 1971 omfattade domsagan kommunerna Degerfors och Karlskoga. 1985 flyttade rätten i en ny byggnad.
Tingsrätten upplöstes 12 januari 2009 då rätten och domsagan uppgick i Örebro tingsrätt och dess domsaga.

## Lagmän
- 1971–1979: Kjell Rosenberg
- 1979–1990: Alf Rosén
- 1990–1992: John-Olof Wallin
- 1992–1995: Göran Svensson
- 1995-2009: Lars Friman